# Чинелло, Джанфранко
Джанфранко Чинелло (итал. Gianfranco Cinello; род. 8 апреля 1962, Фаганья, Италия) — итальянский футболист, игравший на позиции нападающего, в частности за юношескую сборную Италии. По завершении игровой карьеры — тренер.

## Биография
Родился 8 апреля 1962 года в городе Фаганья. Воспитанник футбольной школы клуба «Удинезе». Взрослую футбольную карьеру начал в 1980 году в основной команде того же клуба, в которой провел два сезона, приняв участие в 19 матчах чемпионата.
Не закрепившись в этой команде, в 1982 году стал игроком второй лиги «Комо». В течение следующего десятилетия продолжал соревноваться в Серии B, успев поиграть за «Эмполи», «Триестину», «Кремонезе», «Авеллино», «Лечче» и «Тернану».
Проведя сезон 1993/94 в команде «Барлетта» из Серии C1, в течение второй половины 1990-х и начала 2000-х защищал цвета ряда команд Серии D, последней из которых была «Севельяно», за который нападающий выступал на протяжении 2001—2002 годов.

### Выступления за сборную
В 1981 году был в составе юношеской сборной Италии (U-20) участником молодёжного чемпионата мира 1981, где принял участие в первых двух играх группового этапа.

### Карьера тренера
В течение 2000-х тренировал ряд итальянских команд низшей лиги.
С 2011 по 2014 год работал в клубной структуре «Удинезе», где работал с юношескими командами разных возрастных категорий.